# Solanum sect. Cyphomandropsis
Solanum sect. Cyphomandropsis es una sección del género Solanum. Incluye las siguientes especies.

## Especies
- Solanum amotapense Svenson
- Solanum confusum C. V. Morton
- Solanum cylindricum Velloso
- Solanum fusiforme L. B. Sm. & Downs
- Solanum glaucophyllum Desf.
- Solanum glaucum Dunal
- Solanum hibernum Bohs
- Solanum hutchisonii
- Solanum luridifuscescens Bitter
- Solanum luteoalbum Pers.
- Solanum matadori L. B. Sm. & Downs
- Solanum stuckertii Bitter